# Sequester (Medizin)
Der Ausdruck Sequester bezeichnet ein abgestorbenes Gewebestück, das vom gesunden Gewebe demarkiert ist, beispielsweise ein abgestorbenes Knochenstück bei einer Knochenmarkentzündung. Sequester behindern die Wundheilung, weshalb sie vom Körper abgestoßen werden. Geschieht dies nicht, müssen sie chirurgisch entfernt werden. Dieser operative Eingriff heißt Sequestrotomie oder Sequestrektomie.
Eine entzündlich-nekrotische Gewebsreaktion um einen Knochensequester wird als „Involukrum“ bezeichnet.

## Belege
1. ↑  Stichwort „Sequester“ in Pschyrembel Medizinisches Wörterbuch. 257. Auflage. Walter de Gruyter, Berlin 1993, ISBN 3-933203-04-X, S. 1648.
2. ↑  Sequestrotomie, gesichtet 8. Juli 2015.
3. ↑  Bandscheibenvorfall der Lendenwirbelsäule. Abgerufen am 10. Februar 2025.